# حکومت یکپارچه

حکومت یکپارچه شیوه‌ای از حاکمیت دولت است که در آن، کشور به عنوان یک موجودیت واحد اداره می‌شود. در حکومت‌های یکپارچه، قدرت سیاسی یگانه و تقسیم‌نشده‌ای در پهنهٔ جغرافیایی یک کشور حاکم است و تمامی آن کشور تحت کنترل یک حاکمیتِ واحد قرار می‌گیرد.
حکومت مرکزی مرجع عالی است و می‌تواند تقسیمات کشوری را ایجاد یا منحل کند. چنین واحدهایی فقط اختیاراتی را اعمال می‌کنند که حکومت مرکزی برای تفویض اختیار انتخاب می‌کند. اگرچه قدرت سیاسی ممکن است از طریق قدرت‌سپاری به منطقه‌ای یا دولت محلی توسط قانون تفویض شود، اما حکومت مرکزی می‌تواند اعمال قدرت‌سپاری را لغو کند یا قدرت آنها را محدود نماید.
ساختار یکپارچه در مقابل ساختار فدرال و فدراسیون قرار می‌گیرد. اساساً بحثِ ساختارِ یکپارچه در برابر ساختارِ فدرال نه به نظام سیاسی و حکومتی، که به وضعیتِ کشور و ملت و چگونگی تشکیل و تأسیسِ کشور بستگی دارد و با انقلاب و تغییر حکومت و رژیم و نظامِ سیاسی دگرگون نمی‌شود، بلکه تنها با فروپاشی کشورها است که می‌توان به ساختاری متفاوت در کشور دست یافت. در کشورهای یکپارچه، واحدهای حکومتی همچون استان و شهرستان از حاکمیت برخوردار نیستند و تنها به عنوان واسطهٔ میان شهروندان و حکومت مرکزی عمل می‌کنند. در ساختارهای یکپارچه، قدرت سیاسی معمولاً از یک نقطهٔ کانونی به نام پایتخت اعمال می‌شود و کشور بیش از یک هستهٔ سیاسی قوی در اختیار ندارد، با این‌حال میزان تمرکز یا عدم‌تمرکز در کشورهای تکساخت می‌تواند بسیار متفاوت باشد و بر پایهٔ نظام سیاسی اختیارات فراوانی در مدیریت و اداره قلمرو به شهرداری‌ها و استانداری‌ها داد.

## فهرست کشورهای دارای حکومت یکپارچه
کج‌ها: فهرست کشورهای با رسمیت محدود نسبت به حاکمیت دولت یا سازمان بین‌المللی.

### جمهوری‌های یکپارچه
- آلبانی
- الجزایر[۳]
- آنگولا
- ارمنستان
- آذربایجان
- بنگلادش[۳]
- باربادوس[۵]
- بلاروس
- بنین
- بولیوی
- بوتسوانا
- بلغارستان
- بورکینافاسو
- بوروندی
- کامرون
- چین
- تایوان[۶]
- کیپ ورد
- جمهوری آفریقای مرکزی
- چاد
- شیلی
- کلمبیا
- جمهوری دموکراتیک کنگو[۳]
- جمهوری کنگو
- کاستاریکا
- کرواسی
- کوبا
- قبرس
- جمهوری چک
- جیبوتی
- دومینیکا
- جمهوری دومینیکن
- تیمور شرقی
- اکوادور
- مصر
- السالوادور
- گینه استوایی
- اریتره
- استونی
- فیجی
- فنلاند
- فرانسه
- گابن
- گامبیا
- گرجستان
- غنا
- یونان
- گواتمالا[۳]
- گینه
- گینه بیسائو
- گویان
- هائیتی[۳]
- هندوراس
- مجارستان
- ایسلند[۳]
- اندونزی[۳]
- ایران
- جمهوری ایرلند
- اسرائیل
- ایتالیا[۳]
- ساحل عاج
- قزاقستان[۳]
- کنیا[۳]
- کیریباتی
- کره شمالی
- کره جنوبی
- سری‌لانکا
- کوزوو
- قرقیزستان
- لائوس
- لتونی
- لبنان
- لیبریا
- لیبی
- لیتوانی
- ماداگاسکار
- مالاوی
- مالدیو
- مالی
- مالت
- جزایر مارشال
- موریتانی
- موریس
- مولدووا
- مغولستان
- مونته‌نگرو
- موزامبیک
- میانمار
- نامیبیا
- نائورو
- نیکاراگوئه
- نیجر
- مقدونیه شمالی
- پالائو
- فلسطین
- پاناما
- پاراگوئه
- پرو
- فیلیپین[۳]
- لهستان
- پرتغال
- رومانی
- رواندا
- ساموآ
- سان مارینو
- سائوتومه و پرنسیپ
- سنگال
- صربستان
- سیشل
- سیرالئون
- سنگاپور
- اسلواکی
- اسلوونی
- آفریقای جنوبی
- سورینام
- سوریه
- تاجیکستان
- تانزانیا
- توگو
- ترانس‌نیستریا
- ترینیداد و توباگو
- تونس
- ترکیه
- ترکمنستان
- اوگاندا[۳]
- اوکراین
- اروگوئه
- ازبکستان
- وانواتو
- ویتنام
- یمن
- زامبیا
- زیمبابوه

### پادشاهی‌های یکپارچه
پادشاهی متحد بریتانیای کبیر و ایرلند شمالی نمونه‌ای از یک حکومت یکپارچه است. اسکاتلند، ولز و ایرلند شمالی درجه‌ای از قدرت تفویض‌شدهٔ خودمختار دارند، اما چنین قدرتی توسط مجلس بریتانیا تفویض می‌شود، که ممکن است قوانینی را به‌طور یک‌جانبه تغییر یا لغو تفویض اختیار کند.
به‌طور مشابه، در اسپانیا اختیارات واگذارشده از طریق حکومت مرکزی تفویض می‌شود.
- آندورا
- آنتیگوآ و باربودا
- بحرین
- باهاما
- بلیز
- بوتان
- برونئی
- کامبوج
- دانمارک[۳]
- اسواتینی
- گرنادا
- جامائیکا
- ژاپن[۳]
- اردن
- کویت
- لسوتو
- لیختن‌اشتاین
- لوکزامبورگ
- موناکو
- مراکش[۳]
- هلند
- نیوزیلند[۷]
- نروژ
- عمان
- پاپوآ گینه نو
- قطر
- سنت لوسیا
- سنت وینسنت و گرنادین‌ها
- عربستان سعودی
- جزایر سلیمان
- اسپانیا
- سوئد
- تایلند
- تونگا
- تووالو
- بریتانیا[۸][۳]
- واتیکان

### حکومت‌های یکپارچه با شکل خاص حکومت
- افغانستان (امارت)[۹][۱۰][۱۱]